# 56 csepp vér (film)
Az 56 csepp vér 2007-ben készült színes magyar musicalfilm. A film az 1956-os forradalom emlékére írt azonos című rockmusical felvételeiből áll, melyhez összekötő jeleneteket vettek fel Kaszás Attila és Alföldi Róbert közreműködésével. A film Kaszás Attila utolsó filmje, a bemutatóra halála után került sor.

## Szereplők
A főbb szerepekben:
- Kaszás Attila (Lőrinc)
- Palcsó Tamás (Robi)
- Veres Mónika (Juli)
- Miller Zoltán (Mercutió)
- Miller Lajos (Lear)
- Alföldi Róbert (Aporius)
- Keresztes Ildikó (Hostess)
- Seress Zoltán (Herceg)
- Puskás Péter (Genya)
- Forgács Péter (Örnagy)
- Balogh Erika (Örnagyné)
- Hoffman Mónika (Svetlana)
- Kiss Zoltán (Tibor)
- Szakács Tibor (Szakaszvezető)
- Szabó Simon (Lobo)
- Galyas István (Beás)
- Ömböli Péter (Csöpi)
- Pap Alexandra (Pápaszem)
- Szanitter Dávid (Málnaszőr)
- Megyeri Mária (Nylonruhás nő)
- Buch Tibor (Sovány potentát)
- Meződi József (Szakállas potentát)
- Urmai Gábor (Alacsony potentát)
- Dénes Gergely (Fiúk a csapatból)
- Pletl Zoltán (Fiúk a csapatból)
- Veres Mónika (Fiúk a csapatból)
- Kisfalusi Lehel (Fiúk a csapatból)
- Bittner Anett (Ávós nő)
- Gyuricza Mikolt (Potentát asszony)
- Papp Annamária (Potentát asszony)
- Umbráth László (Levender)
- Ambruzs Ádám (Ávós kiskatona)
- Székely Loránt (Ávós kiskatona)
- Szabó József (Ávós kiskatona)
- Sardar Tagirovsky (Ávós kiskatona)
- Kovács Miklós (Ávós kiskatona)
- Északi Tamás (Ávós kiskatona)
- Huczek Gábor (Ávós kiskatona)
- Pecsenyiczky Balázs (Ávós kiskatona)
- Oroszi Tamás (Ávós kiskatona)

## Nézettség
A nézettségi adatok szerint 83 419 jegyet adtak el rá.